# Batala

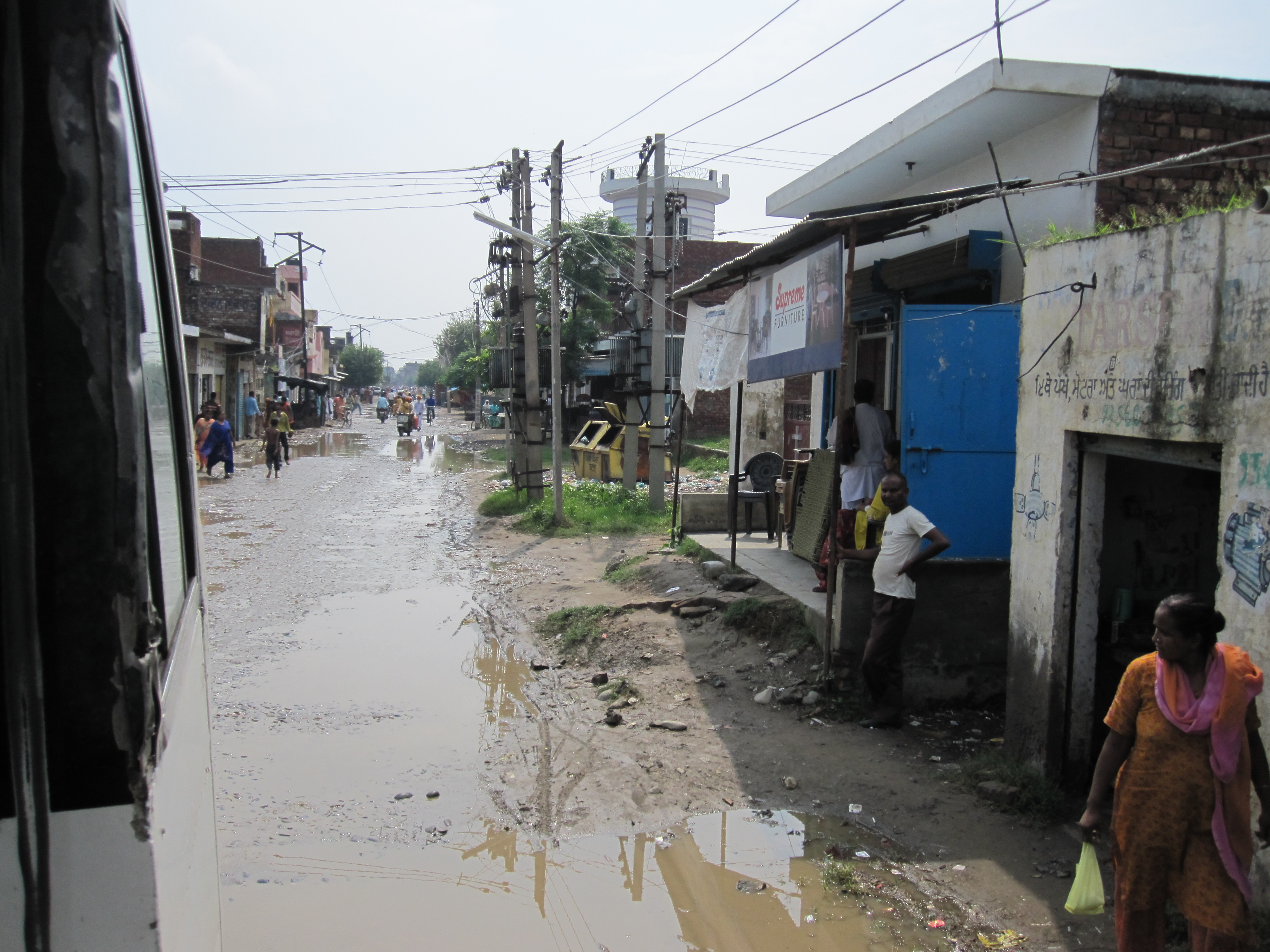
Gata i Batala.

Batala är en stad i delstaten Punjab i Indien, och tillhör distriktet Gurdaspur. Folkmängden uppgick till 156 619 invånare vid folkräkningen 2011, med förorter 158 621 invånare.